# اوسی کت
اوسی کت یک نژاد گربه است که همانند گربه وحشی است و البته در خزانه ژنی خود هیچگونه DNA مربوط به آن را ندارد. این نژاد مانند یک گربه وحشی به نظر می‌آید اما خلق و خوی یک حیوان خانگی را داراست. اوسی کت‌ها را به خاطر شباهتشان به آسلات اوسی کت نامگذاری کرده‌اند. برای این نژاد که ترکیبی است از نژاد گربه سیامی و گربه حبشی بعدها، آمریکایی‌ها رنگ نقره‌ای درست کردند.

## تاریخ
اولین پرورش دهندگان اوسی کت‌ها شخصی به نام ویرجینیا دلی بود. وی در سال ۱۹۶۴ در شهر برکلی میشیگان اقدام به اصلاح نژاد گربه سیامی کرد؛ که برای این کار از نژاد گربه حبشی استفاده کرد که ظاهراً نسل اول توله گربه ها؛ گربه‌های حبشی بوده‌اند. اما در نسل دوم؛ بین توله گربه‌ها یکی از آن‌ها با بقیه تفاوت داشت که آن اولین گربه نژاد اوسی کت بود و نامش را تونگا گذاشتند. در نهایت تونگا برای فروش عرضه شد و تصمیم گرفته شد که اوسی کت‌های بیشتری تولید شود.
دیگر پرورش دهندگان نژادهای دیگر برای کسب پول بیشتر تصمیم گرفتند این نژاد را توسعه دهند. در ابتدا اوسی کت برای ثبت نام در انجمن CFA پذیرفته شد سپس برای نمایش به آن مسابقات رفت و در سال ۱۹۸۷ توانست قهرمانی را کسب کند. امروزه اوسی کت‌ها در سراسر جهان یافت می‌شوند که به دلیل خلق و خوی آرام، اما ظاهر وحشی محبوب هستند.

## ظاهر

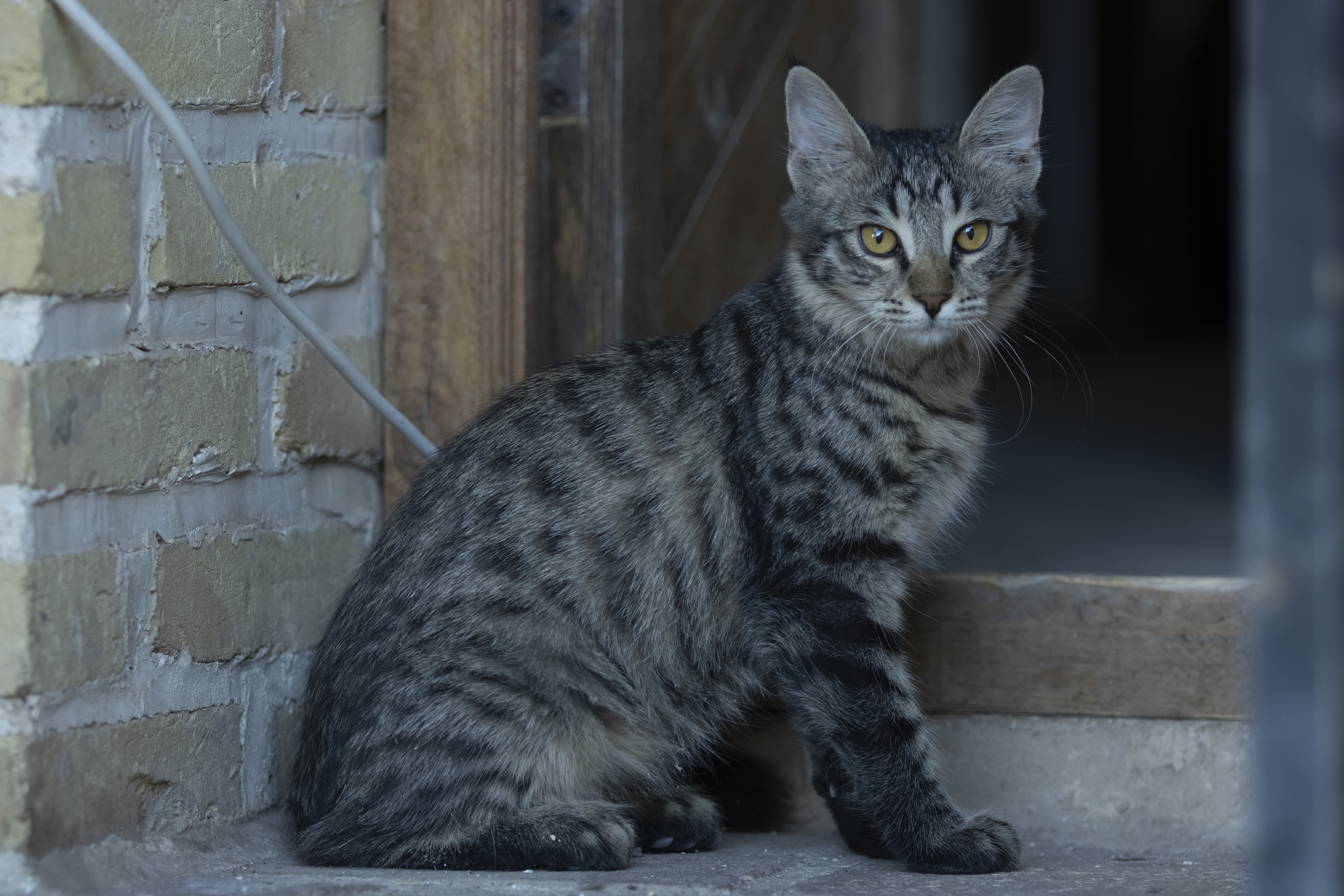
گربه او سی کت در پارک ملی کویر

تاکنون دوازده رنگ برای اوسی کت توسط انجمن دوستداران گربه تصویب شده. این‌ها رنگ‌های استاندارد اوسی کت هستند:قهوه ای، شکلاتی، دارچینی، آبی، اسطوخدوسی، زرد;نقره ای، سیاه;شکلاتی مایل به نقره ای، اسطوخدوسی مایل به نقره ای، آبی مایل به نقره ایو دارچینی مایل به نقره ای هستند. اوسی کت‌ها چشم‌های بادامی شکل دارند. آن‌ها همچنین درای بدنی قوی و کشیده و همین‌طور پاهای عضلانی و چنگال‌های بیضی شکل دارند. گوش آن‌ها در زاویهٔ ۴۵ درجه قرار گرفته‌است.

## خلق و خوی
اوسی کت‌ها رفتاری دوستانه و اجتماعی دارند و در برابر غریبه‌ها خجالت نمی‌کشند. این باعث می‌شود آن‌ها حیوانات خانگی محبوبی باشند و نیز می‌توانند با حیوانات خانگی دیگر مانند سگ‌ها و … روابط خوبی داشته باشند. خلق و خوی آن‌ها شبیه به یک سگ است و اغلب به عنوان یک «سگ در بدن گربه» نامیده می‌شود. بیشتر آن‌ها می‌توانند مانند سگ‌ها آموزش ببینند و حتی آن‌ها بر خلاف گربه‌های دیگر از آب خوششان می‌آید.

## نگارخانه

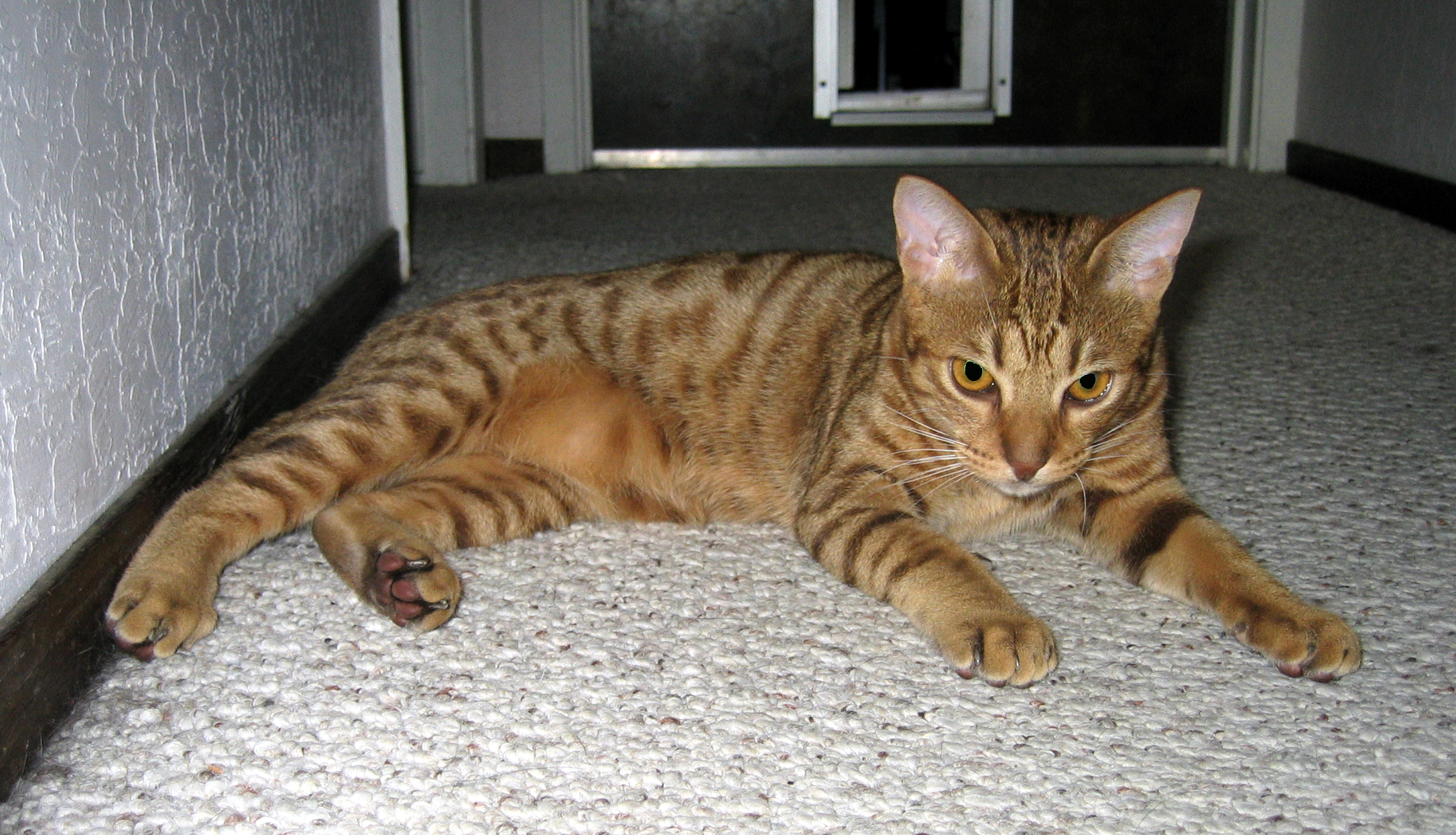
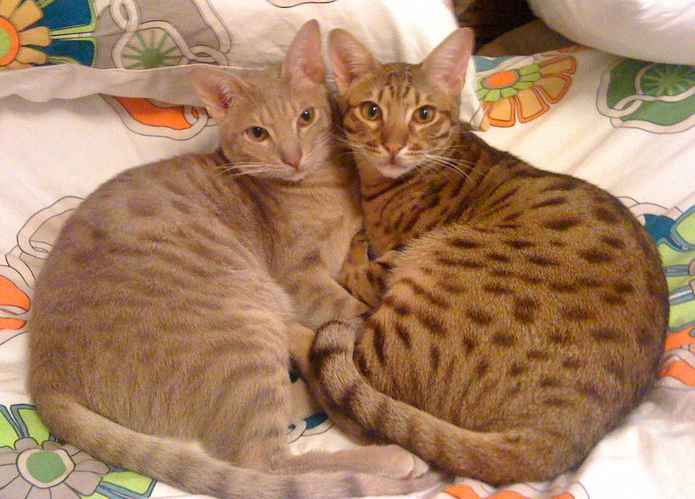
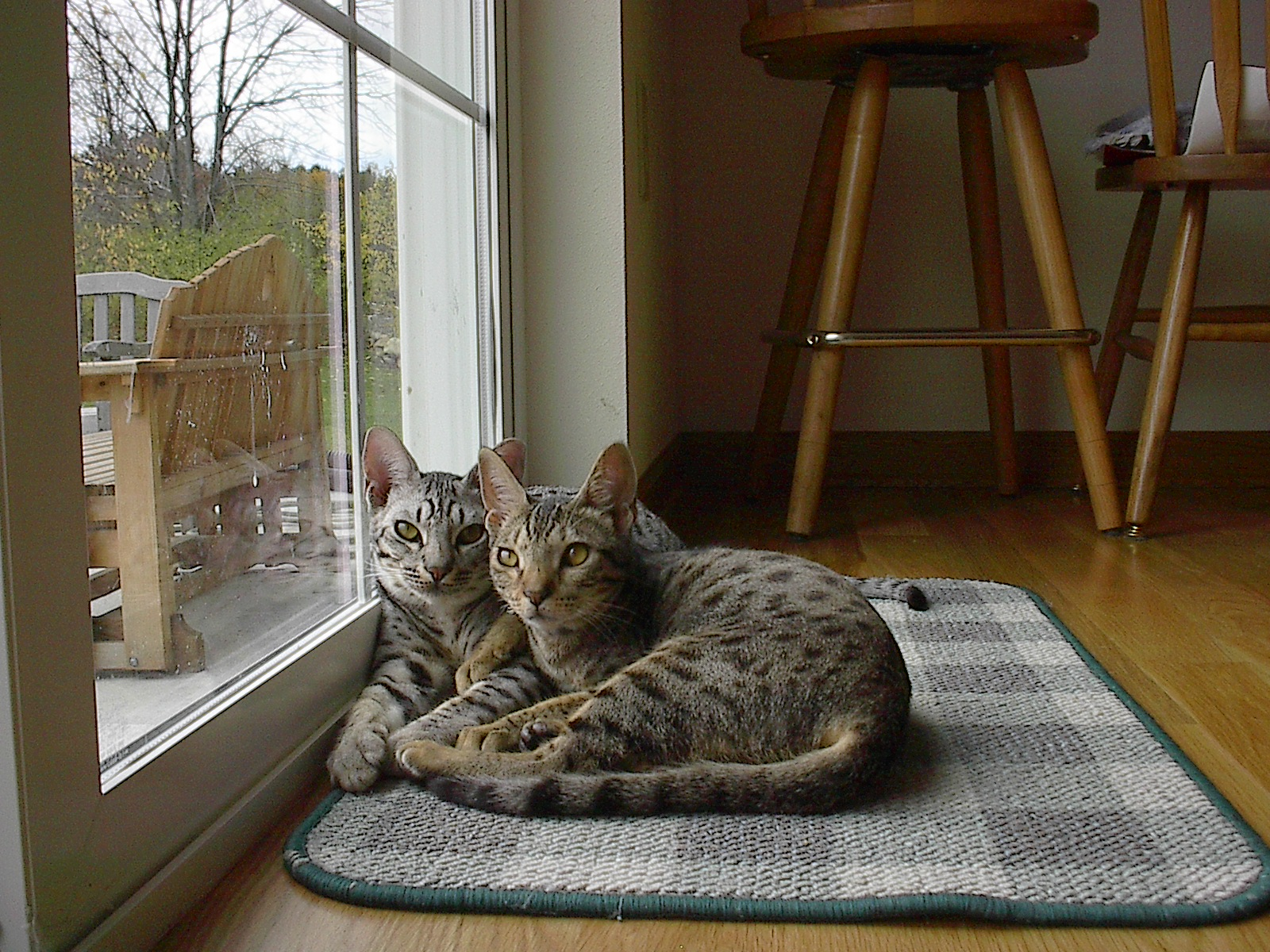